# Möve (Fahrrad)
Möve ist eine deutsche Fahrradmarke. Sie gehörte von 1897 bis 1947 der Walter & Co. (GmbH) und von 1948 bis 1961 dem Nachfolgeunternehmen VEB Möve-Werk in Mühlhausen/Thüringen. 2012 wurde die Wort-Bildmarke an die Möve equipment & design GmbH übertragen und in Folge in die Möve Mobility GmbH, einem Hersteller von E-bikes bzw. Pedelecs im Premiumsegment, eingebracht. Im Jahr 2024 erlangte die Fahrradmarke öffentlich Aufmerksamkeit mit der Vorstellung eines E-Bike mit besonders leichter Rahmenkonstruktion aus dem Werkstoff Titan.

## Geschichte

### Frühe Jahre (bis 1941)
Am 21. April 1894 gründete Gustav Walter die Firma Gustav Walter & Co. in Mühlhausen, eine Produktionsfirma für Strickmaschinen.
Die ersten Fahrräder unter den Namen Walters Möve produzierte die Firma ab 1896. Ein Jahr später ließ sich Gustav Walter den Schriftzug Möve als eingetragenes Warenzeichen schützen und bot forthin die Marken Möve, Orion und Walter an. Nach der Umbenennung der Firma in Thüringische Maschinen- und Fahrradfabrik Walter & Co. 1902 änderte der Betrieb seine Rechtsform in eine damals neuartige GmbH. Neben dem inländischen Vertrieb konzentrierte man sich in Mühlhausen ebenfalls stark auf den Export.
Ab 1936 wurden neben Fahrrädern auch Rüstungsgüter sowie Leichtmotorräder und Motorräder produziert. Trotz der Umverteilung der Produktionskapazität wurde 1937 das 500.000ste Möve-Fahrrad hergestellt. In den Folgejahren erfolgte eine immer stärkere Konzentration auf die Produktion von Rüstungsgütern, sodass 1941 die Fahrradproduktion gänzlich eingestellt wurde.

### Nachkriegszeit (1947–1961)
Nach dem Zweiten Weltkrieg wurden Möve-Fahrräder zunächst hauptsächlich als Reparationsleistung an die UdSSR produziert und geliefert. Im Zuge der Verstaatlichung innerhalb der DDR ging die Firma Walter & Co. 1947 in den Besitz des Landes Thüringen über und wurde am 1. Juli 1948 in den Industrieverband Fahrzeugbau (IFA) eingegliedert und trug seither den Namen VEB Möve-Werk Mühlhausen.
In den 1950er Jahren wurden Möve-Fahrräder aus Mühlhausen auch verstärkt in Deutschland angeboten. Die Möve-Werke avancierten dabei zum größten Betrieb Mühlhausens. Die bisher vor allem für preiswerte Tourenfahrräder bekannte Marke wurde stetig durch neue Modelle erweitert und verzeichnete 1955 die Produktion des 1.000.000sten Fahrrades. Im Zuge der staatlichen Sortimentsbereinigung wurde das Angebot bereits 1959/60 entscheidend verringert. 1961 erfolgte schließlich die Zusammenlegung der Mifa- mit den Möve-Werken, in deren Zuge die gesamte Produktion an den VEB Mifa-Werk Sangerhausen übertragen wurde. Die Fahrradmarke Möve wurde aufgegeben. Stattdessen produzierte das Mövewerk ab 1962 Sitze für Nutzfahrzeuge und avancierte zum alleinigen Hersteller in der DDR. Der Betrieb gehörte bis 1990 zum IFA-Kombinat Nutzkraftwagen.

### Aufbruch in das Zeitalter der E-Bike
2012 wurde die seither ungenutzte Wort-Bildmarke Möve auf die Möve equipment & design GmbH wieder eingetragen. Damit wurde der Grundstein gelegt für eine Wiederaufnahme der Fahrrad-Produktion mit vorgenanntem Markennamen.
Die Möve equipment & design GmbH musste jedoch im Februar 2021 Insolvenz anmelden.
Was folgte, war die Übernahme des Unternehmens durch die Gruppe Heristo im Mai 2021. Die Logik dieser Transaktion basierte u. a. auf der Möglichkeit zur Diversifizierung für die primär im Lebensmittel- und Heimtiernahrungsbereich tätige Unternehmensgruppe. Eine Integration und insgesamt unterstützende Stärkung der Möve Fahrrad- bzw. E-Bike Produktion konnte allerdings nicht realisiert werden. So erfolgte im Mai 2023 die Veräußerung und der Ausstieg des Heristo-Konzern aus der zuvor umbenannten Möve Mobility GmbH und schlussendlich aus der Fahrradbranche.
Die Chance erkennend und um das Potential des Unternehmens Möve Mobility GmbH wissend, bot sich für Hitchhiker Capital GmbH die Gelegenheit zur 100%igen Übernahme der Gesellschaft und deren Marken- und Patentrechten. Ab Mai 2023 nutzt die in Berlin ansässige Privat Equity und Venture Capital Gesellschaft ihren Erfahrungshorizont und investiert in Restrukturierung, Neuausrichtung und Change Management. In diesem Zusammenhang schafft es das neue Managementteam zwei unternehmenskritische Situationen im November 2024 und Februar 2025 zu meistern. Es folgt eine strategische Neupositionierung von Unternehmen und Marke. Grundlagen dafür sind die Verfolgung einer Hightech Manufaktur Strategie, aus der Krise gestärkt hervorkommende Mitarbeiterinnen und Mitarbeiter, stetige Innovation der E-Bike Modelle für Kunden und neu rekrutierte Teammitglieder. So öffnet die Marke Möve ein neues Kapitel ihrer Geschichte.